# Michael Fabian McCarthy

Wappen von Michael F. McCarthy

Michael Fabian McCarthy (* 13. September 1950 in Toowoomba, Queensland, Australien) ist Bischof von Rockhampton.

## Leben
Michael Fabian McCarthy empfing am 19. August 1978 das Sakrament der Priesterweihe für das Erzbistum  Brisbane.
Am 10. März 2014 ernannte ihn Papst Franziskus zum Bischof von Rockhampton. Der Erzbischof von Brisbane, Mark Coleridge, spendete ihm am 29. Mai desselben Jahres die Bischofsweihe; Mitkonsekratoren waren der Apostolische Nuntius in Australien, Erzbischof Paul Gallagher, und der emeritierte Bischof von Rockhampton, Brian Heenan.